# Esperidião Elói de Barros Pimentel
Esperidião Eloy de Barros Pimentel (Palmeira dos Índios, 14 de dezembro de 1824  — Rio de Janeiro, 15 de março de 1906) foi um advogado e político brasileiro. Formou-se em Ciências Jurídicas e Sociais na Faculdade de Direito de Olinda, em 1847.
Foi deputado pela província de Alagoas à Assembléia Provincial e à Assembléia-Geral Legislativa, nas 11ª, 12ª, 13ª, 16ª e 17ª legislaturas.
Foi agraciado com a comenda da Imperial Ordem da Rosa em decreto de 6 de setembro de 1866.
Foi presidente em cinco províncias do Império (uma interinamente):
1. Santa Catarina - Assumiu a presidência interinamente, em substituição a João José Coutinho, de 23 de setembro a 21 de outubro de 1859;
2. Rio Grande do Sul - Nomeado por carta imperial de 22 de novembro de 1862, de 1 de janeiro de 1863 a 29 de março de 1864;
3. Alagoas - 	Nomeado em 8 de julho de 1865, de 31 de julho de 1865 a 19 de abril de 1866;
4. Rio de Janeiro - Nomeado em 29 de setembro de 1866, de 4 de outubro de 1866 a 10 de março de 1868;
5. Bahia - Nomeado em 9 de agosto de 1884, de 11 de setembro de 1884 a 26 de março de 1885.

Exerceu a alta administração em quatro províncias do Império: Rio Grande do Sul — nomeado Presidente em 22 de novembro de 1862, assumiu o poder em 1º de janeiro de 1863; Alagoas — nomeado Presidente em 8 de julho de 1865, tomou posse a 31  desse mês e foi exonerado, a pedido, em decreto de 24 de abril de 1866; Rio de Janeiro — nomeado em 29 de setembro de 1866, assumiu o poder em 30 do referido mês; e Bahia — nomeado em 9 de agosto de 1884, tomou posse a 11 de setembro e foi exonerado em 19 de outubro do dito ano.
Com a organização da Justiça no período republicano, foi nomeado juiz da corte de apelação do Distrito Federal, em decreto de 26 de novembro de 1890, e ministro do Supremo Tribunal Federal em 25 de janeiro de 1892, preenchendo a vaga ocorrida com a aposentadoria de Henrique Pereira de Lucena (Barão de Lucena), e aposentado em decreto de 18 de novembro de 1893.